# Ohrid
Ohrid (makedonski: Охрид, albanski: Ohër ili Ohri, grčki: Οχρίδα ili Αχρίδα, turski: Ohri) je grad na jugozapadu Republike Sjeverne Makedonije, na sjeveroistočnoj obali Ohridskog jezera. Grad Ohrid je sjedište općine Ohrid koja se sastoji od grada Ohrida i još 28 sela koji zajedno imaju oko 55.000 stanovnika. Grad se prostire po Ohridskom polju, a njegova povijesna jezgra nalazi se na osamljenoj vapnenačkoj hridi, visokoj 792 m), koja poput rta ulazi u Ohridsko jezero. Zbog takvog položaja grada - na hridi („vo hrid“, „o riđ“, „o hrid“) došlo je do slavenskog imena Ohrid. Narod ga najčešće zove Orid. 
- Od 1980. godine grad Ohrid i Ohridsko jezero nalaze se na popisu UNESCO-ove Svjetske baštine kao spomenik kulture i spomenici prirode. Samo 27 spomenika (7 u Europi) su istovremeno obuhvaćeni u obje liste.

## Povijest
Ohrid se spominje u 3. stoljeću pr. Kr. Na grčkom se zvao Λύχνιδος (latinično: Lychnidos), a jezero Lihnidsko (latinski: Lacus Lychnitis), što znači Bijelo jezero. Tako se u žitiju Sv. Nauma spominje, kako je on podigao manastir „na ishod Belago Jezera” (početkom 10. stoljeća). Pošto su Rimljani zavladali ovim krajevima (168. pr. Kr.) jedan od najvažnijih gradova na putu Via Egnatia bio je Lychnidus, glavno središte područja Dassaretia u Iliriji, a zatim glavni grad provincije Novi Epir. Za vlade cara Dioklecijana (284. pr. Kr. — 305. pr. Kr.) i njegovog suvladara Maksimijana, u Ohridu je kršćanstvo propovijedao i bio prvi episkop sv. Erazmo, misionar iz Antiohije. U 5. stoljeću spominje se Ohrid kao bogato mjesto s tvrđavom (479.), i kao stolica episkopa Antonija (449. — 459.) i Laurentija (497.).
Krajem 9. stoljeća Ohrid je postao središte širenja kršćanstva među Slavenima, na čemu su tada započeli u Ohridu rad učenici Ćirila i Metoda: sv. Naum, prvi slavenski monah i Sv. Kliment, prvi slavenski episkop. U Ohridu kao duhovnom središtu balkanskih Slavena podignuto je tada i kasnije više znamenitih crkava, kao Sv. Sofija i Sv. Bogorodica Perivlepti. Ohrid je bio prijestolnica cara Samuila (976. — 1014.), a od episkopije postao je trećom stolicom ohridske patrijaršije. Propašću Samuilovog carstva, ohridska patrijaršija je 1018. godine svedena na stupanj arhiepiskopije, a kao takva trajala je sve do ukidanja u 18. stoljeću (1767.).
Predrimska, rimskobizantska i Samuilova tvrđava carskog prijestolnog grada Ohrida održala se i do danas, na visokoj hridi iznad jezera, gdje je i najstariji dio grada s najvažnijim crkvenim građevinama. Grad Ohrid rušen je i obnavljan više puta, pa i danas stoji, s 18 kula, koje pojačavaju gradske zidine s četiri vrata, i s najvažnijim dijelom tvrđave u unutrašnjem gradu, na samom vrhu ohridske kamenite hridi. 
Stari grad Ohrid, slavenska carska i patrijarska prijestonica, imao je burnu prošlost. Krajem 11. stoljeća pretrpio je najezdu Normana iz Italije, a zatim je potpao pod Bugarsku, pa opet pod Bizant (13. stoljeće). Sredinom 12. stoljeća bio je poznat kao važan trgovački grad, a u 13. stoljeću imao je i trgovačku koloniju Armena. Kasnije je srpski car Dušan 1334. zauzeo Ohrid, koji se naziva slavni grad. Za vlade cara Dušana, gospodar grada Ohrida bio je sevastokrator Branko Mladenović, rodonačelnik vladarske obitelji Brankovića. Prilikom Dušanove krunidbe za cara (1346.) surađivao je i ondašnji ohridski arhiepiskop Nikolaj.
Za vrijeme cara Dušana na Ohridskom jezeru se vršio znatan ribolov, a u Ohridu je bio glavni ribarski trg. Većina lovišta i ribara pripadali su crkvenim vlastelinstvima. Tako je Dušan kao kralj (oko 1337.) priložio prilepskom manastiru Treskavcu u Ohridu metoh crkve Sv. Jovana Bogoslovca »s lovištem« (sada Sv. Jovan Bogoslov i ribarski kraj Kanevo), a jednom poveljom od 1342. do 1345. potvrdio je vlastelinstvo ohridskom manastiru Svete Bogorodice Perivlepte. Tom prilikom priložio je manastiru ova ribarska naselja na Ohridskom Jezeru: Radobužda (sada Radožda) „s lovištem“, Hoduništa (Uduništa) „s lovištem“, Struga Vranijska i Struga Mala (grad Struga), u gradu na jezeru crkva Sv. Nikole sa „sedam ribara“, Frugovi Vlasi (Frigovo i Mali Vlaj), crkva i metoh Sv. Bogorodice u Radovlišti (Radolište), Podmoli (Podmolje), Momlišta (Mumulište), i još na Crnom Drimu Lukovo „s lovištem“.
Za vrijeme cara Uroša Ohridom je upravljao cezar Grgur, stariji brat Vuka Brankovića. Grgurova je zadužbina manastir Naum (1361.). — Za vlade kralja Marka gospodario je u Ohridu njegov rođak Andrija Gropa a tu je bio i Gropin zet vlastelin Ostoja Rajaković. Gropa je u Ohridu kovao novac s natpisom: Po milosti Božijoj župan Gropa. Gropina je zadužbina crkva Stari Sv. Kliment (1378.), a u crkvi Sv. Bogorodice Perivlepte (Sv. Kliment) nalazi se grob i freska Ostoje Rajakovića. U srednjovjekovno vrijeme Ohrid se zvalo i područje oko grada i Ohridskog jezera; sada se zove Oridsko, a stanovništvo Oridanci. Poslije smrti kralja Marka (1394.), Ohrid su okupirali Turci.
Prvih nekoliko desetljeća pod turskom vladavinom Ohrid nije stradao. Prvi put je Ohrid nastradao od Turaka, kada ga je 1466. zauzeo Skenderbeg, pa ga je sultan Muhamed II. ponovno zauzeo i odatle prodro do Drača, a prilikom povratka u Ohrid porobio mnogo ohridskih „boljara“ i drugih Ohriđana i preselio ih u Carigrad. U 16. stoljeću Ohrid je bio važan ribarski trg, naročito se spominju ohridske pastrve i šarani (1510.), a ohridsku ribu hvale mletački putopisci kao čuvenu u svom Osmanskom Carstvu. Ohrid je onda bio slabo naseljen, iako je bio središte sandžakata. U to doba pod ohridskom arhiepiskopijom bio je i pravoslavni vladika cijele Italije sa sedam eparhija. 
U 18. stoljeću Ohrid je bio vrlo značajno trgovačko središte na starom putu od Drača i Elbasana za Bitolu i Makedoniju. Kršćansko stanovništvo, koje je većinom držalo trgovinu, je bilo relativno bogato za to vrijeme, tako da su crkvene vlasti sredinom tog stoljećama zakletvama i kaznama prisiljavale građane i njihove žene da ne vode luksuzan život. Krajem 18. stoljeća Ohrid je bio jedno od glavnih mjesta bitolskog vilajeta,utvrđen grad, živog karavanskog prometa, a imao je do 5.000 stanovnika. Onda je u njemu zagospodarila arbanaška porodica Dželadin-bega. Ona se držala carskog odmetnika Ali-paše Janjinskog, a zatim Mustafa-paše Škodranina.
Kasnije je energičnim provođenjem reforama u Turskoj uzurpator vlasti Dželadin-beg 1830. prisiljen na bijeg. Tada su porušeni raskošni dvorci Dželadin-bega, Gornji Šaraj u tvrđavi. 1835. postao je sjedište kajmakama. Tada je u mjestu bilo oko 6.000 stanovnika, većinom kršćana, te manje Albanaca i Turaka. Pored velikog ribarskog trga za suhu i usoljenu ribu, u čaršiji je bilo oko 250 dućana. Sredinom 19. stoljeća Ohrid je, pored ribolova, bio čuven i s trgovinom i preradi koža. Preko Drača se trgovalo s Leipzigom. Bečom i Trstom. Krajem 19. stoljeća imao je 2.409 kuća s 11.900 stanovnika, od kojih su 5.408 bili muslimani, a ostalo kršćani. Trgovina je poslije opadala zbog arnautske anarhije, a sva se glavna privreda bila svela skoro samo na ribolov.

## Značajniji spomenici
Turski putopisac Evlija Čelebija je za vrijeme posjeta Ohridu zabilježio da grad ima 365 crkava, jednu za svaki dan u godini. Danas je taj broj mnogo manji. U srednjem vijeku, Ohrid je bio poznat kao Slavenski Jeruzalem. Od spomenika najznamenitiji su:
| - Helenističko kazalište - Izidin hram - mnoge ranokršćanske bazilike, npr. bazilika sv. Erazma (4. stoljeće) - Samuilova tvrđava (10. i 11. stoljeće) - Katedralna crkva Svete Sofije iz 11. stoljeća - Crkva Sveti Jovan Kaneo iz 13. stoljeća (sv. Ivan Kaneo) - Crkva Sveti Kliment | - Crkva Svetog Đorđija (sv. Juraj) - Crkva Sveta Bogorodica Zahumska - Crkva Sveti Naum - Crkva Svetog Petka - Crkva Sveti Stefan (sv. Stjepan) - Narodni muzej i Zavod za zaštitu spomenika kulture - Muzej slavenske književnosti |

## Stanovništvo
Prema popisu stanovništva iz 2002. godine Općina Ohrid ima 55.749 stanovnika. Etnička struktura je sljedeća:
- Makedonci (84,6%)
- Albanci (5,5%)
- Turci (4,2%)
- Srbi (0,6%)
- Vlasi (0,5%)
- Romi (0,1%)

### Poznate osobe
- Mišo Juzmeski, književnik i fotograf
- Zdenka Kapko-Foretić (1939. – 2021.), muzikologinja[1]

## Sela u ohridskoj općini
Dolno Konjsko, 
Dolno Lakočerej,
Elšani ,
Gorno Lakočerej,
Konjsko,
Kosel,
Kuratica,
Lagadin,
Leskoec,
Livoišta,
Ljubaništa,
Openica,
Orman,
Peštani,
Plaće,
Podmolje,
Ramne,
Rasino,
Rečica,
Sirula,
Skrebatno,
Sviništa,
Trpejca,
Šipokno,
Vapila,
Velgošti,
Velestovo i
Zavoj.

## Gospodarstvo
Ohrid je poznat po ribarstvu, a o ohridskim ribama pisao je i Strabon. U jezeru ima 17 vrsta riba, a najpoznatiji je ohridski šaran (do 20 kg) i ohridska jegulja (do 3 kg) koja se lovi u lovištima Crnog Drima.
Na samom jezeru glavna su lovišta kod Ohrida: Peštana, Trpezice, Kališta, Radožde, a s albanske strane kod Lina i Podgradca.

## Zbratimljeni gradovi
| - Piran, Slovenija - Wollongong, Australija - Budva, Crna Gora - Katwijk, Nizozemska - Vinkovci, Hrvatska | - Plovdiv Bugarska - Dalian, Kina - Windsor, Kanada - Pogradec, Albanija - Kragujevac, Srbija |

## Galerija
- Sveti Jovan Kaneo
- Crkva sv. Ivana Kanea

## Vanjske poveznice
- (mak.)(engl.)Ohrid
- Općina Ohrid
- Ljetni festival u Ohridu  Arhivirana inačica izvorne stranice od 30. rujna 2000. (Wayback Machine)
- Foto galerija Ohrida  Arhivirana inačica izvorne stranice od 4. ožujka 2006. (Wayback Machine)
- Crkva sveti Jovan Kaneo  Arhivirana inačica izvorne stranice od 30. prosinca 2006. (Wayback Machine) (srp.)
- Crkva Bogorodica Perivlepta (sveti Kliment)  Arhivirana inačica izvorne stranice od 30. prosinca 2006. (Wayback Machine) (srp.)